# Wyżyna Dolnogwinejska
Wyżyna Dolnogwinejska (dawniej także: Próg Dolnogwinejski) – wyżyna w Afryce Środkowej, ciągnąca się wzdłuż wschodnich wybrzeży Zatoki Gwinejskiej, od Kamerunu, przez Gwineę Równikową, Gabon, Kabindę, Republikę Konga, Demokratyczną Republikę Konga aż do Angoli. Na północnym zachodzie przechodzi w Wyżynę Górnogwinejską, a na północnym wschodzie w Wyżynę Azande. Między tymi dwiema wyżynami na północy Wyżyny Dolnogwinejskiej przebiega jeszcze Wyżyna Adamawa. Na wschodzie Wyżyna Dolnogwinejska przechodzi w Kotlinę Konga, na południowym wschodzie ograniczona jest wyżyną Lunda, zaś na południu wyżyną Bije.

## Budowa geologiczna i rzeźba
Pagórkowaty teren Wyżyny Dolnogwinejskiej o wysokości bezwzględnej dochodzącej do 1575 m n.p.m. (Mont Iboundji) porośnięty jest na przeważającym obszarze wilgotnym lasem równikowym. Z jego stoków wypływają liczne, wpadające wprost do Oceanu Atlantyckiego strumienie i rzeki.

## Wody

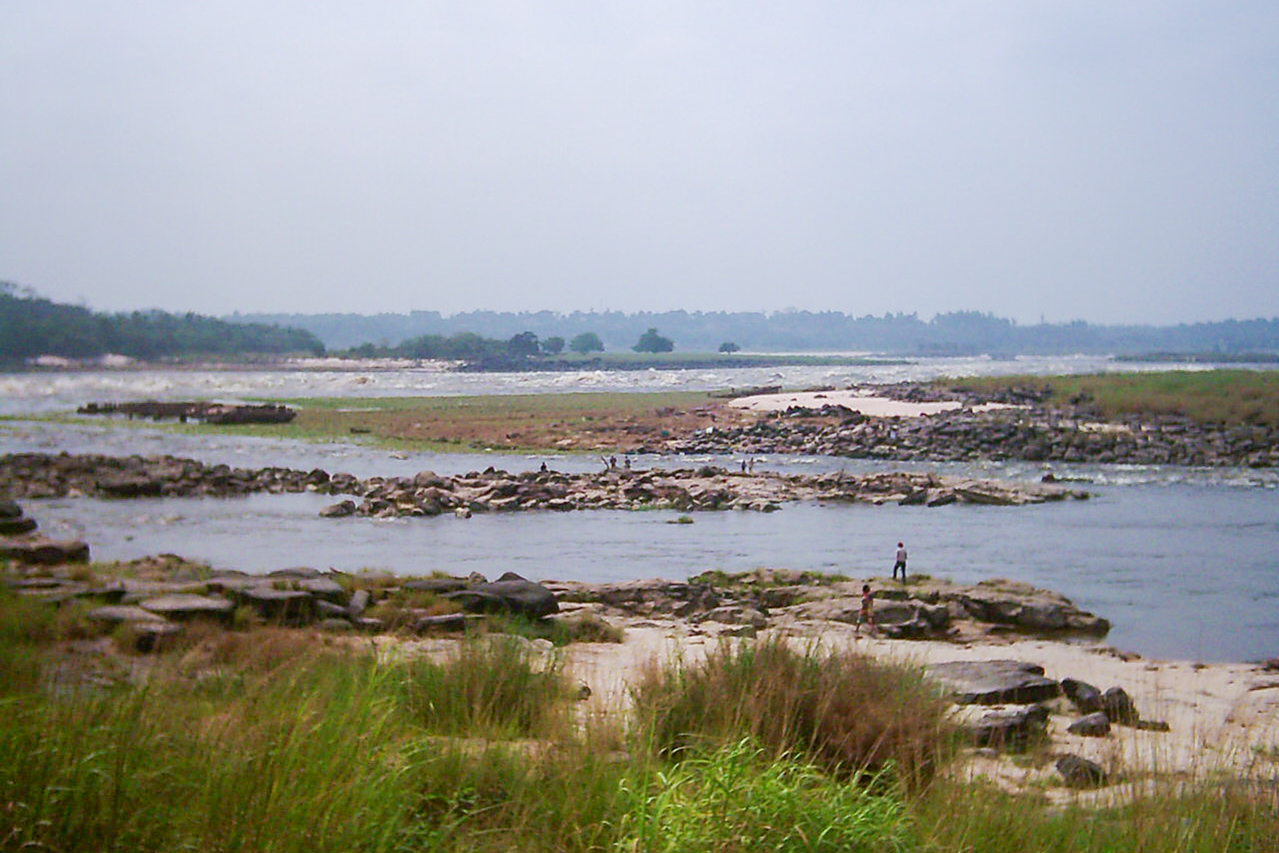
Jeden z wodospadów Livingstone’a

Wyżynę przecina także płynąca z głębi kontynentu rzeka Kongo, tworząca w tym miejscu liczne wodospady (m.in. Wodospady Livingstone’a). Tuż po wypłynięciu z terenu Wyżyny Dolnogwinejskiej, rzeka Kongo tworzy estuarium.